# つぶらまひる
つぶら まひる（1978年3月9日 -）は、静岡県出身の女優、キャスター、リポーター。
身長161cm、スリーサイズ はB78cm・W58cm・H83cm。血液型はA型。本名は非公開。
趣味は読書、音楽鑑賞、カメラ。特技は空手（初段）。

## 出演履歴

### テレビドラマ
- 金曜エンタテイメント ミステリースペシャル その男の恐怖 あなたの奥さん殺してあげる…（1998年、フジテレビ）
- ナオミ（1999年、フジテレビ）
- 花村大介（2000年、フジテレビ）
- 仮面ライダー龍騎（2002年〜2003年、テレビ朝日）- 小川恵里役
- コスモ★エンジェル（2002年、東海テレビ・BSフジ）- 第23話ゲスト
- サプリ（2006年、フジテレビ）- 第9話ゲスト

### バラエティ
- 進ぬ!電波少年（2001年、日本テレビ）-  電波少年的15少女漂流記
- Live!Love!Eve!（2002年、BS-i）

### 映画
- 富江 replay（2000年、東映）

### CM
- ケンタッキーフライドチキン （1998年）デビュー作品
- ダイドードリンコ・ヤンロン茶（1998年）
- WOWOW